# Бабкен Араркцян
Бабкен Гургенович Араркцян (вірм. Բաբկեն Գուրգենի Արարքցյան; 16 вересня 1944, Єреван — 13 грудня 2023) — колишній голова національних зборів Вірменії з 1991 по 1998 роки.

## Життєпис
Народився 16 вересня 1944 року в Єревані.
- 1951—1961 — Єреванська середня школа № 55.
- 1961—1963 навчався на механіко-математичному факультеті Єреванського державного університету, звідки перевівся на механіко-математичний факультет МДУ.
- 1963—1966 — Московський державний університет. Математик.
- 1966—1968 — аспірантура інституту математики Академії наук СРСР. Кандидат фізико-математичних наук, доцент (1972). Автор понад 30 наукових статей.
- 1968—1971 — працював в обчислювальному центрі АН Вірменської РСР, а з 1971—1975 — в математичному центрі АН Вірменської РСР.
- 1975—1977 — працював в інституті інформатизації новітніх технологій Вірменської РСР.
- 1970—1990 — доцент, завідувач кафедри математики Єреванського державного університету.
- З 1988 — член комітету «Карабах», а з грудня 1988 року по травень 1989 — був заарештований разом з іншими членами комітету.
- 1990—1991 — заступник голови Верховної ради Вірменської РСР.
- 1991—1995 — голова Верховної ради Вірменської РСР та Республіки Вірменія.
- З 1993 — член вищої Чорноморської ради, а в 1995 — голова.
- 1994—1995 — голова-засновник Конституційної комісії Верховної ради Вірменської РСР.
- 1995—1998 — обраний спікером парламенту Вірменії. Член правління «АОД».
- З 1998 — керівник центру демократії та розвитку громадянського суспільства «Армат»